# Equitable Building
L'Equitable Building è un grattacielo situato in 120 Broadway a New York, negli Stati Uniti d'America.
Fu costruito tra il 1912 ed il 1915 per la compagnia di assicurazioni americana: Equitable Life Assurance Society.
L'edificio, in stile neorinascimentale
, occupa l'intero isolato, e si eleva in due blocchi sopra la base connesse tra loro da un'ala per l'intera altezza, formando una gigantesca lettera "H" vista dall'alto.
L'edificio ha ottenuto, nel 1978, il riconoscimento come National Historic Landmark.

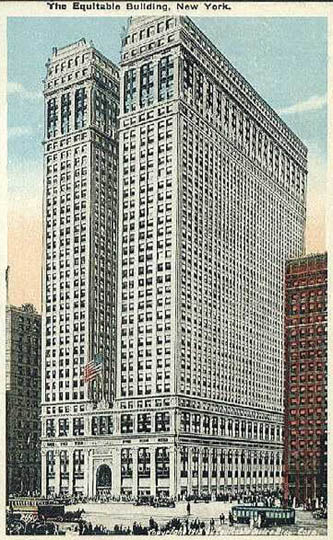
L'Equitable Building in una cartolina datata prima del 1919

## Curiosità
Quando fu terminato la sua ombra, a mezzogiorno, copriva sei volte la sua area. Estendendosi almeno per 111.000 m², essa privava del sole gli edifici sul fronte di Broadway alti fino a 21 piani, e si estendeva a nord per almeno quattro isolati.
Gli effetti nefasti dei 40 piani dell'Equitable Building favoriscono l'approvazione, nel 1916 dal governo municipale newyorkese dello Zoning Resolution che stabilì diverse tipologie (o modelli) strutturali di grattacielo a cui architetti ed ingegneri dovevano adeguarsi e soprattutto istituì il "set back", una regola che non prevedeva un limite per le altezze, ma stabiliva che i grattacieli dovessero avere una forma rastremata, verso l'alto.
L'Equitable Building è attualmente di proprietà della Silverstein Properties, Inc. Dopo aver acquistato l'edificio nel 1980, Larry Silverstein fece ristrutturare l'edificio al costo di $ 30 milioni, i lavori di ristrutturazione furono completati nel 1990.
Il tratto di Broadway in cui si trova l'edificio è la sede tradizionale delle ticker-tape parade a Manhattan. Il percorso oltre l'edificio è conosciuto colloquialmente come il Canyon of Heroes,  causa della forte verticalità dell'edificio e degli altri attorno ad esso.